# Медведево (Житомирская область)
Медве́дево (укр. Медведеве) — село на Украине, находится в Новоград-Волынском районе Житомирской области. Входит в Емильчинскую поселковую территориальную общину.
Код КОАТУУ — 1821783701. Население по переписи 2001 года составляет 328 человек. Почтовый индекс — 11232. Телефонный код — 4149. Занимает площадь 1,289 км².

## История
В 1906 году слобода Емильчинской волости Новоград-Волынского уезда Волынской губернии. Расстояние от уездного города 49 версты, от волости 8. Дворов 69, жителей 445.
В 1760-х - 1780-х годах здесь уже возникло около 15 хозяйств. С появлением здесь крупного землевладельца Уварова изменилось характерное предназначение села, которое было до 1834 барским. В том же году часть крестьян забрали в армию, часть — убежала, а оставшихся выселили в Николаевку (бывшее название Мяколовичи) и Осовой (Соловье) местности, которая находилась также в нынешних границах Емильчинского района. Опустевшую деревню и окрестные земли владелец отдал в использование польским земледельцам. Со времени заселения села поляками и начала ими земледелия на окрестных землях его стали называть польским и к нему прикрепилось название Слобода Медведово. Польский характер заселения длился с половины 30-х годов 19 века до конца 30-х годов 20 века, то есть более 100 лет.
В 80-х годах 19 века в рамках введенной на Волыни земельной реформы было разрешено покупать землю, на которой хозяйничали. Слобода того времени насчитывала примерно 35 хозяйств. Эта земельная реформа в Медведово началась только в 1894 году.
Особенно известная улица Града (в настоящее время существует) вокруг зданий простирались собственные поля, луга и лес. С течением времени здесь образовалась большая колония польских жителей. Града – это остатки старинного вала, простиравшегося на 43 версты к западу от Емильчиного вплоть до села Красная Воля (ранее Доброволя или Воняча). Этот вал местные жители называли – Дорога Святослава.
Поляки исповедовали католицизм, поэтому не ходили в православные храмы, а посещали костел в Новограде-Волынском.
В деревне не было католического кладбища, поэтому покойников возили хоронить в Бараши, Городницу, а позже в Емильчино. Только в 1958 году было оборудовано второе кладбище в деревне, и все было устроено. Производство поташа и заготовка деловой строительной древесины были перенесены в графские леса в урочище «Поломы». Там его отправляли по реке Случь заказчикам. Некоторые люди из этого села нанимались копать болотную руду, которую вывозили в Руденьку. Большую и долгую борьбу вели крестьяне после отмены крепостного права с местным помещиком за землю в урочище Отруб. Помещик требовал денег за землю, которую люди разрабатывали после леса, а жители протестовали. Выгнали из деревни землемера, поломали его средства измерения земли. Части крестьян после всего арестовали, 20 человек заключили под стражу. В дореволюционный период, как и во всех селах Полесья, здесь царила полная безграмотность, отсутствие какой-либо медицинской помощи. Чтобы посчитать деньги, кое-что прочитать обращались к Степану Сороке, который пришел в село из солдат после 25-летней службы. Большинство писем читалось, и ответы на них давались в костеле. Медицинское обслуживание, если его можно так назвать сводилось к шептанию. Лечили друг друга травами.
Первая мировая война не прошла в стороне нашего села. Мужчин забрали на фронт, других в обоз. Женщин и мужчин, которые остались дома, ежедневно гоняли в лес копать окопы и оборонительные траншеи. Следы этих сооружений остались до наших дней. В Медведевской даче, особенно в урочище «Очерчина», заметна система оборотных сооружений. После октябрьского переворота новая власть разделила землю, в селе избрали председателем сельского совета Зембицкого В. И. В начале тридцатых годов началась коллективизация. Многие хозяева были «раскулачены» и высланы на Север и Сибирь. Силой, запугиванием, принуждением крестьян был загнан во вновь колхоз «Пятилетка в четыре года». Первыми организаторами колхоза в Медведово стали Ф.П.Кубашевич, С.И.Ваховский, Й.И.Островский, П.Ф.Туровский. Большинство крестьян заставили переселяться из хуторов в деревню.
Кардинальные перемены в жизни села начались в 1936 году. Именно в этом году значительная часть польского населения была принудительно выселена в Казахстан (Карагандинская и Алма-Атинская области). Их жилые дома заняли благонадежные люди из села Подлубы, Середы и других.
В 1937 году маховик репрессий докатился до Медведово. За надуманное участие в польской повстанческой армии в контрреволюционной деятельности расстреляно (документально подтверждено) 20 человек, 25 человек выслано в лагеря. Во время второй Мировой войны 36 человек из Медведево не вернулись к своим родным. Часть мужчин поляков воевали в Армия Крайова (Польша), были в партизанах. В послевоенный период возобновлена работа колхоза «Пятилетка в четыре года» с 1954 года его переименовали в колхоз «Комсомолец». Земли вокруг села были абсолютно заболочены, поэтому в 60-х годах была проведена мелиорация окрестных земель. В 1961 году Медведево стало бригадной деревней Середовского колхоза им. Мичурин. Достаточно заметные сдвиги произошли в деревне с 1985 года, то есть после создания отдельного хозяйства, носившего имя Островского. К началу девяностых хозяйство построило автомобильную дорогу в райцентр, что позволило соединить село автобусным сообщением. В село стала возвращаться молодежь, начали строить жилые дома и фельдшерско-акушерский пункт, детский сад, помещение сельского совета, установлены АТС.

## Адрес местного совета
11232, Житомирская область, Емильчинский р-н, с.Медведево